# Thomas Oliemans

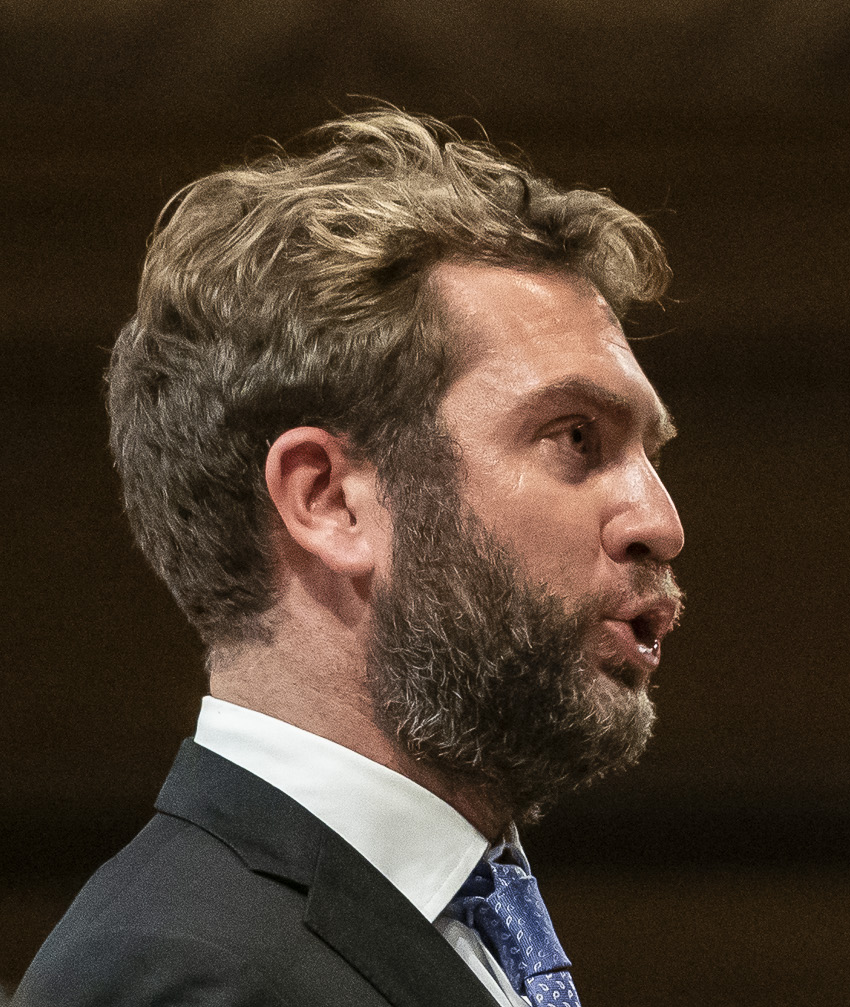
Thomas Oliemans

Thomas Oliemans (1977) is een Nederlandse bariton en pianist die zowel klassieke als lichte muziek uitvoert.

## Loopbaan
Oliemans begon in zijn jeugd mee te zingen met Franse chansonniers van wie zijn vader platen had.
Hij studeerde aan het Conservatorium van Amsterdam bij Margreet Honig. Aan De Nationale Opera zong hij grote rollen in opera’s als La bohème van Puccini en Aufstieg und Fall der Stadt Mahagonny van Kurt Weill. Ook stond hij in nieuwe opera’s van Peter-Jan Wagemans, Rob Zuidam en Martijn Padding. In Londen zong hij zowel bij de English National Opera als bij de Royal Opera House Covent Garden. Ook trad hij op in de operahuizen van Genève, Madrid, Tokio, Parijs, Toulouse en Berlijn, en bij de festivals van Aix-en-Provence en Salzburg
In het Koninklijk Concertgebouw was hij te gast met onder meer met de drie grote liedcycli van Schubert met Malcolm Martineau.
Later keerde hij ook terug naar het Franse chanson bij Amsterdam Sinfonietta. Met Bert van den Brink bracht Oliemans in de zomer van 2019 Langs Brel en Bannink. Met dezelfde pianist/accordeonist en Amsterdam Sinfonietta bracht hij in de zomer van 2021 in de Grote Zaal van het Concertgebouw een Frans programma waarin hij zichzelf ook in een aantal nummers aan de piano begeleidde.
Oliemans is ook actief in het maken van podcasts. Samen met Gijs Groenteman en de musicoloog Thomas de Jonker analyseerde hij diepgaand de Winterreise (Schubert), de Matthäus-Passion (J.S. Bach) en de negen symfonieën van Mahler.

## Prijzen
In 2013 werd hem de Prix d' Amis uitgereikt door de Vrienden van De Nationale Opera voor zijn rol als Papageno in Simon McBurneys enscenering van Die Zauberflöte. Op 20 november 2021 trad Thomas Oliemans, begeleid door Bert van den Brink en Amsterdam Sinfonietta met enkele Franse chansons op in het televisieprogramma Podium Witteman. In de uitzending kreeg hij uit handen van Paul Witteman de Klassieke Muziekprijs, De Ovatie, van de Vereniging van Schouwburg-en Concertgebouwdirecties.